# Zhushan (Nantou)
Zhushan (chinesisch 竹山鎮, Pinyin Zhúshān Zhèn, Tongyong Pinyin Jhúshan Jhèn) ist eine Stadtgemeinde (鎮,  Zhèn) im Landkreis Nantou in Zentraltaiwan.

## Lage und Beschaffenheit
Zhushan (wörtlich: „Bambusberg“) liegt am westlichen Rand des Landkreises Nantou. Die Nachbargemeinden sind (im Uhrzeigersinn) Ershui im Landkreis Changhua, sowie Minjian und Jiji im Norden, Lugu und Xinyi im Osten, Alishan im Landkreis Chiayi im Süden, Gukeng (Landkreis Yunlin) im Südwesten, Douliu und Linnei (beide Landkreis Yunlin) im Westen. Das Terrain ist hügelig und von starken Höhenunterschieden geprägt. Der tiefste Punkt über dem Meeresspiegel liegt bei 106 Metern und der Berggipfel des Luqushan (鹿屈山) bildet mit 2288 Metern die höchste Erhebung. Durch Zhushan fließt der Fluss Zhuoshui.

## Geschichte
Im Süden Zhushans liegt das traditionelle Siedlungsgebiet der Tsou, eines der indigenen Völker Taiwans, das die Ureinwohner der Gegend darstellt. Zur Zeit der Zugehörigkeit Taiwans zum Kaiserreich China der Qing-Dynastie kamen im 18. Jahrhundert Han-chinesische Siedler in die Gegend, die allmählich die Ureinwohner verdrängten oder assimilierten. Während der Zeit der japanischen Herrschaft über Taiwan war die Gegend von Zhushan ein Zentrum der Bambusforstwirtschaft. Nach Übertragung der Insel Taiwan an die Republik China wurde Zhushan eine Gemeinde im 1950 neu eingerichteten Landkreis Nantou.

## Einwohner
Mit etwa 55.000 Einwohnern steht Zhushan in Bezug auf die Einwohnerzahl unter den Gemeinden des Landkreises Nantou an vierter Stelle. Ende 2017 gehörten nach der offiziellen Statistik 258 Personen (knapp 0,5 %) den indigenen Völkern an.

## Verkehr
Im Norden wird Zhushan von der Nationalstraße 3 durchquert und hat damit einen direkten Autobahnanschluss. Weiter südlich verläuft die Provinzstraße 3 bzw. 3c (3丙), die von Südwesten nach Nordosten zieht. Von der Provinzstraße 3 zweigt die Kreisstraße 147 ab, die weitgehend parallel zum Fluss Zhuoshui nach Süden führt. Ebenfalls von der Provinzstraße 3 zweigt die Kreisstraße 151 nach Osten ab. Zhushan hat keinen Eisenbahnanschluss.

## Landwirtschaft
Landwirtschaftliche Produkte von Zhushan umfassen (mit den saisonalen Verkaufszeiten): ganzjährig Oolong-Tee (烏龍茶), Jin-Xuan-Tee (金萱茶), Cueiyu-Tee (翠玉茶), Süßkartoffeln, Bambussprossen und Pilze, von Januar bis Februar Guaven, Tomaten, Weintrauben; von Mai bis Juni Drachenfrucht.
| Gliederung von Zhushan |
|                        |

## Verwaltungsgliederung
Zhushan ist in 28 Ortsteile (里, Li) aufgeteilt:
1. Zhuwei (竹圍里)

2. Yunlin (雲林里)

3. Zhushan (竹山里)

4. Zhongzheng (中正里)

5. Zhongshan (中山里)

6. Yanxiang (延祥里) 

7. Xiaping (下坪里)

8. Yanhe (延和里)

9. Yanxiang (延祥里)

10. Guilin (桂林里)

11. Xiulin (秀林里)

12. Dexing (德興里)

13. Zhongqi (中崎里)

14. Zhonghe (中和里)

15. Liyu (鯉魚里)

16. Tongtou (桶頭里)

17. Ruizhu (瑞竹里)

18. Da’an (大鞍里)

19. Pingding (坪頂里)

20. Fuxing (福興里)

21. Tianzi (田子里)

22. Yanshan (延山里)

23. Yanping (延平里)

24. Yanzheng (延正里)

25. Shanchong (山崇里)

26. Sheliao (社寮里)

27. Zhongyang (中央里)

28. Fuzhou (富州里)

## Sehenswürdigkeiten, Tourismus
Zhushan weist einige Sehenswürdigkeiten auf.
Durch Zhushan verläuft die sogenannte Chelungpu-Verwerfung. Nach dem Jiji-Erdbeben 1999 wurde hier ein kleines Lehrgebäude mit Park, dem Chelungpu-Verwerfungs-Park (車籠埔斷層保存園區, Chelungpu Fault Preservation Park, ) mit einem kleinen Lehrgebäude eingerichtet. Der Park untersteht dem Nationalmuseum für Naturwissenschaften in Taichung. Im Ortsteil Zhongyang befindet sich der Zi Nan (紫南)-Tempel, der der Erdgottheit Tudigong geweiht ist (). Der Tempel wurde 1745 zur Regierungszeit Kaiser Qianlongs erbaut.
Natursehenswürdigkeiten sind der „Wald des Vergessens“ (忘憂森林) oder Lotuswald, der mit Lotus direkt nichts zu tun hat, sondern ein Rest eines Nadelgehölzwäldchens ist, das infolge eines Erdrutsches nach dem Jiji-Erdbeben dauerhaft unter Wasser gesetzt wurde und dadurch abstarb. Der nebelverhangene Ort hat eine besondere Atmosphäre. Der Ort liegt nahe dem Waldnaturschutzgebiet Shanlinxi (杉林溪森林生態渡假園區) im Ortsteil Da’an. Ebenfalls im Ortsteil Da’an befinden sich die Bagua-Teeplantagen, auf denen überwiegend verschiedene Sorten Oolong angebaut werden. Ein touristisches Ausflugsziel ist die Bambus-Hängebrücke (梯子吊橋) in Da’an. Sehenswert sind auch die Ruilong-Wasserfälle (瑞龍瀑布) im Ortsteil Pingding.

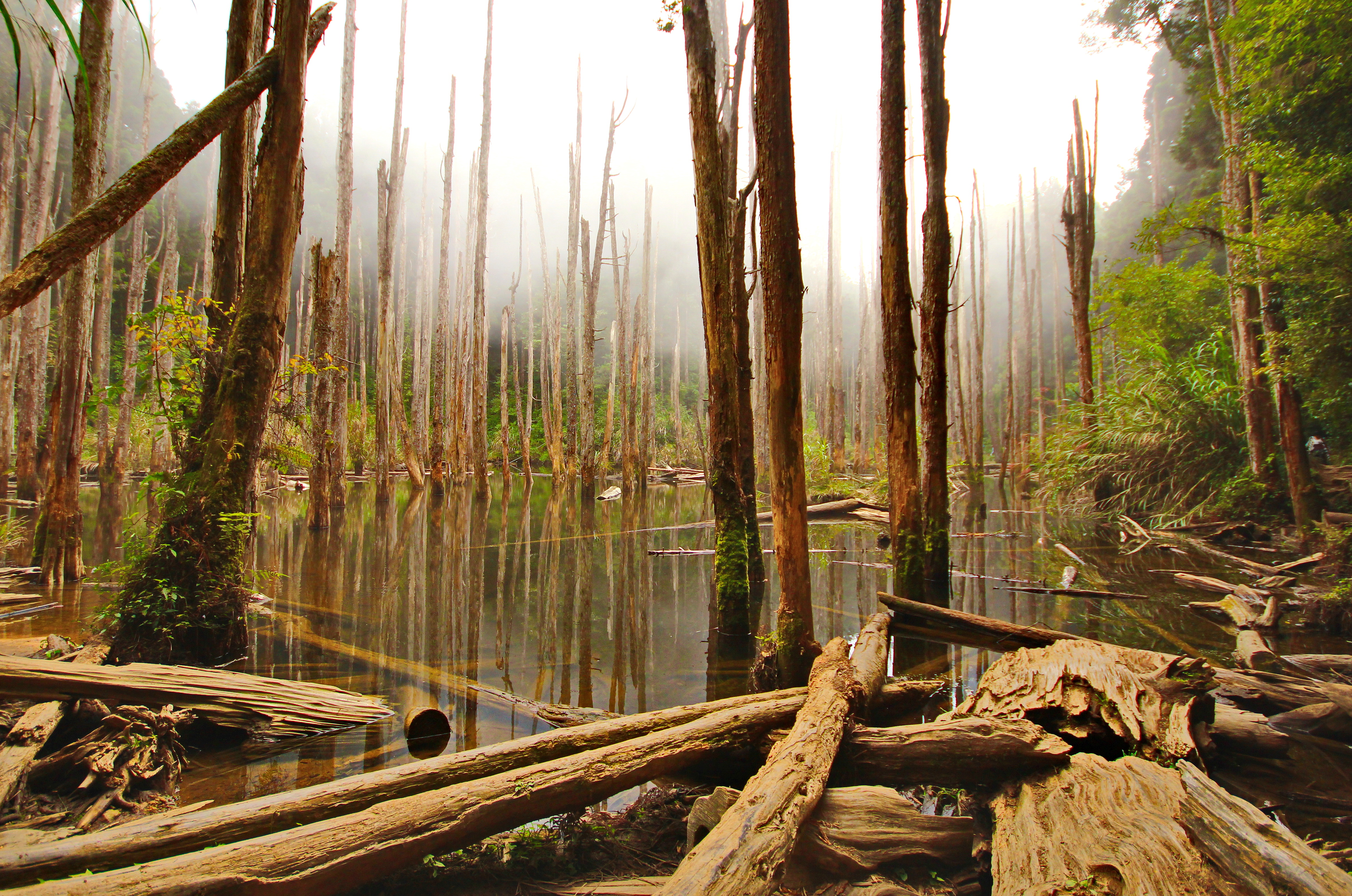
„Wald des Vergessens“
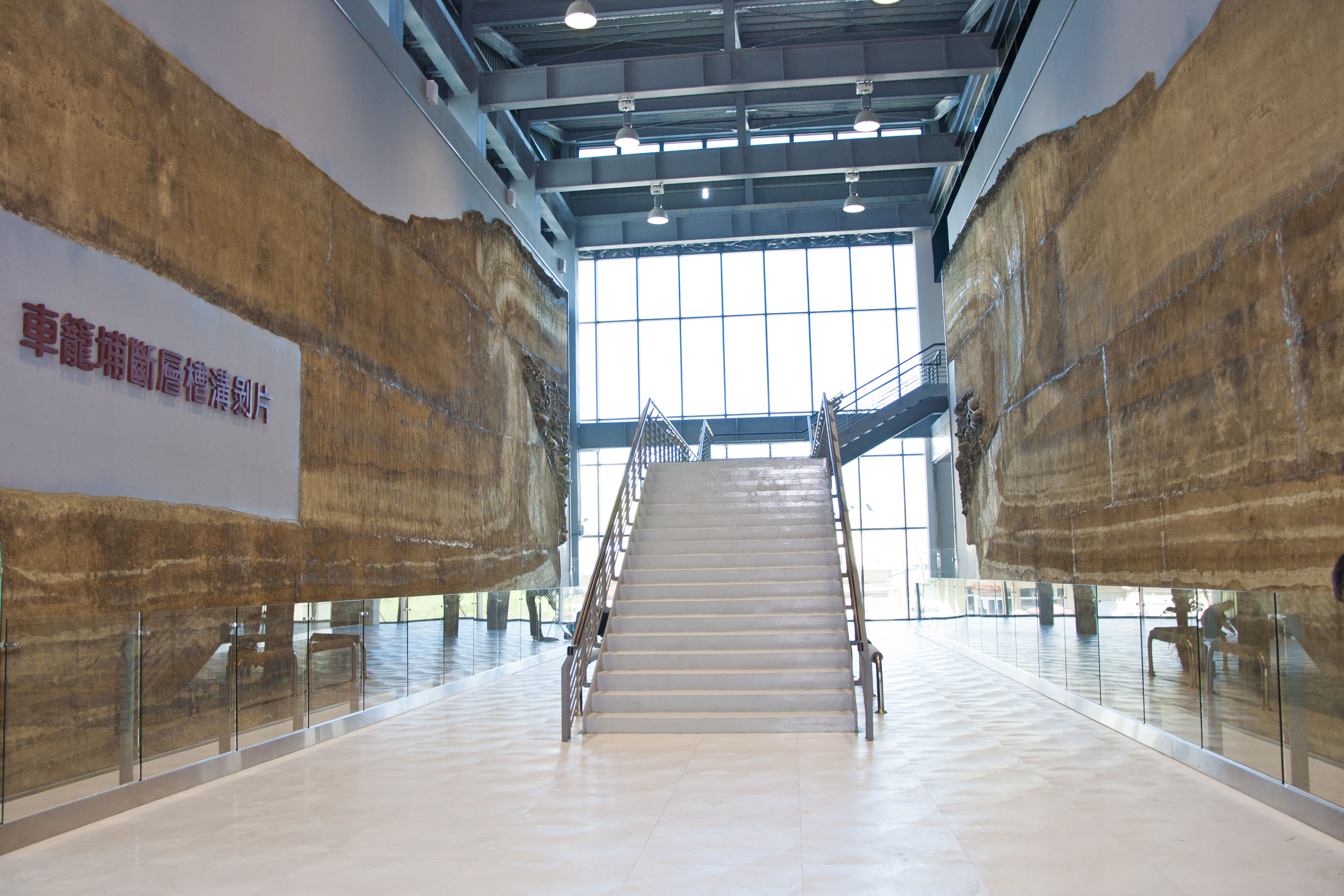
Gebäude im Chelungpu-Verwerfungs-Park
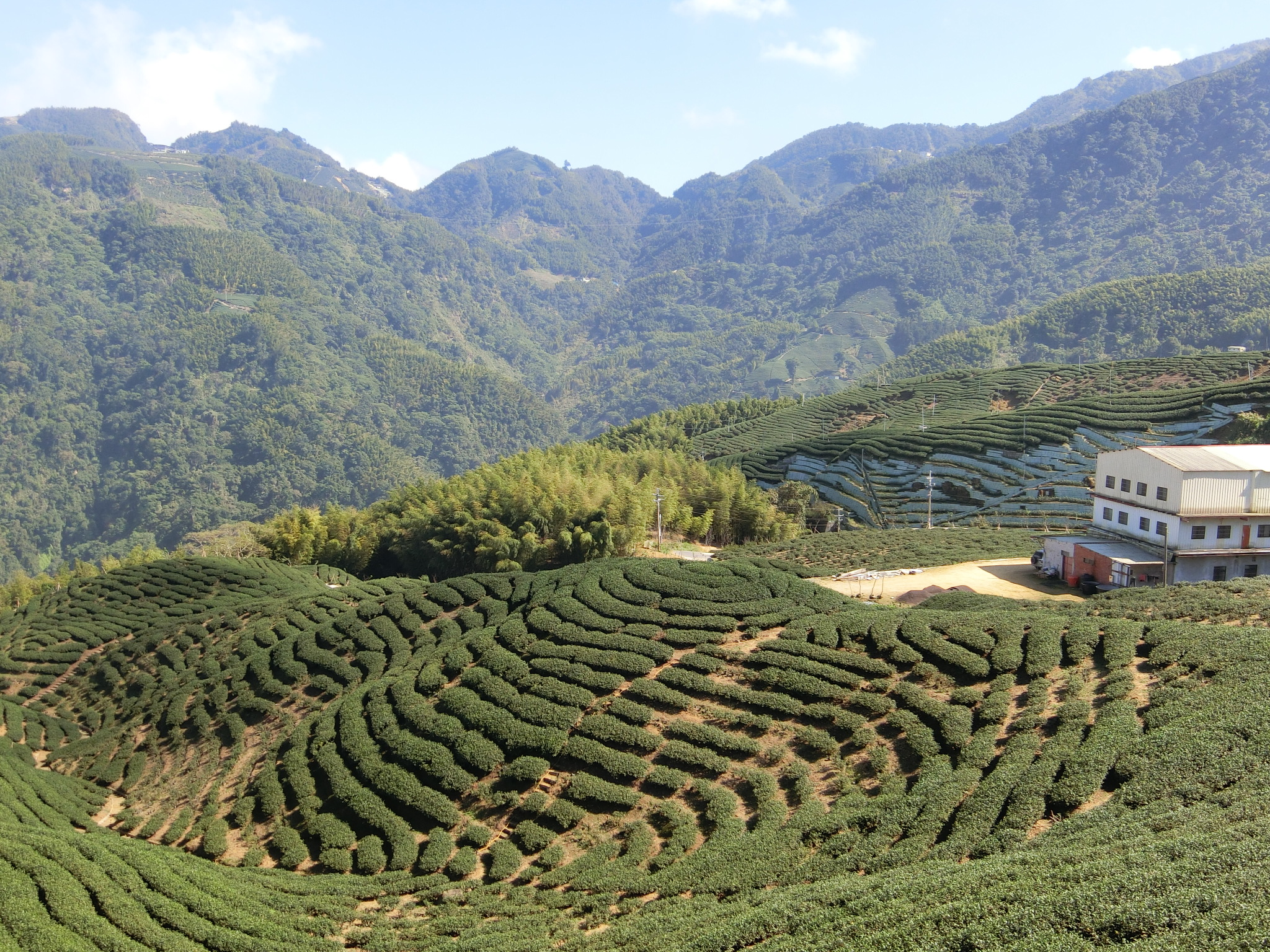
Teeplantagen in Zhushan